# Bohdaniwka (hromada Subotci)
Bohdaniwka (ukr. Богданівка) – wieś na Ukrainie, w obwodzie kirowohradzkim, w rejonie kropywnyckim, w hromadzie Subotci. W 2001 liczyła 4524 mieszkańców, spośród których 4146 wskazało jako ojczysty język ukraiński, 320 rosyjski, 17 mołdawski, 6 białoruski, 21 ormiański, 2 gagauski, 9 romski, 1 niemiecki, a 2 inny.

## Urodzeni
- Iwan Hetman
- Hanna Rostowa
- Stanisław Nikołajenko